# Bioacoustique végétale
La bioacoustique végétale est l'enregistrement et l'étude des émissions et réceptions (active ou passive) d'ondes sonores par des végétaux terrestres ou aquatiques. 
Depuis les 2000-2010, des émissions sonores enregistrables, émises par des plantes (troncs, racines) sont bien documentées. 
On a aussi montré en plein champ, en laboratoire et sous serre, que des variations des taux de germination et de la croissance ainsi que certaines modifications de l'immunité et du comportement de végétaux se produisent en réponse à certains sons, certaines fréquences, certains niveaux de pression acoustique et selon les périodes d'exposition et les distances de la source sonore,.  

Les plantes détectent leurs voisines via des signaux de communication connus (substances volatiles, modification de la luminosité perçues par des phytochromes, sensibilité de contact, signalisation par les racines),,. Mais probablement, car les ondes sonores voyagent très bien dans le sol, et qu'elles peuvent être produites avec une dépense énergétique minimale, les plantes peuvent utiliser le son comme moyen d'explorer et/ou d'interpréter leur environnement. Dans la sève qui monte dans les troncs des bulles de cavitations sont sources de bruit, et des études préliminaires montrent que les plantes créent des sons (une sorte de crépitement lent) à l'extrémité de leurs racines quand certaines parois cellulaires se brisent. 

Les expérimentations montrent que les racines des plantes ne répondent qu'aux ondes sonores émises à des fréquences correspondant aux ondes qu'elles émettent elles-mêmes. On suppose qu'elles peuvent recevoir et « transduire » des vibrations sonores en signaux capables de provoquer des modifications comportementales, ce qui revient à leur reconnaitre une forme de communication souterraine. L'exposition à certains types et/ou intensité de sons est un facteur de stress pour le végétal.

## Histoire
Alors que la bioacoustique explore depuis plusieurs siècles le monde animal (aviaire notamment), les végétaux ont été longtemps considérés comme sourd, muets et insensibles au bruit. 
En 1909 une première description est faite par F. Main du bruit des termites rongeant le bois. Ce travail visait à détecter pour mieux les détruire les « fourmis blanches ». Les plantes ont ainsi d'abord intégré les études bioacoustiques en tant que substrat d'insectes ravageurs (dans les feuilles, tiges, fruits, troncs, branches ou grains) ou de parasitoses et maladie microbiennes. 
Dans les années 1990 le nombre d'article sur le sujet bondit, (132 articles et brevets comptabilisés en 2011, mais avec des articles encore généralement relatif à la détection de ravageurs agricoles sur des végétaux récoltée ou relatifs aux insectes présents dans le bois de meubles ou de caisses de bois. L'une des explications à ce rebond est un accès moins coûteux et plus facile à l'enregistrement et à l'étude de sons de faible intensité, dont dans les domaines des infrasons et des ultrasons. 
En 1928, Harvey & Loomis détectent en laboratoire des effets généraux de sons de haute fréquence sur la matière vivante, effets qu'on ne sait pas encore observer au microscope pour les hautes intensité sonore. Le journal Nature publie leurs travaux.
Le thème de l'effet de la musique sur les plants connait un bref succès dans les années 1970 (où l'on avait aussi soumis des plantes à un détecteur de mensonge et montré qu'elles réagissaient à des traumatismes physiques). On a alors affirmé qu'elles préféraient la musique classique au Rock, mais sur la base de travaux encore peu étayés et/ou peu vérifiés.
En 1981, P Weinberger et C Burton montrent que la sonication aux ultrasons de graines de certaines espèces peut avoir un effet sur leur croissance (dans ce cas, l'exposition à 1MHz durait 30min et faite sous 3 intensités comprises entre 0,5 et 6,0 W/cm2). Cette exposition a été efficace chez le pin gris (Pinus banksiana Lamb.), dont le taux de germination des graines a ainsi été amélioré ; mais pas chez les graines de Pin rouge (Pinus resinosa Ait), ni chez celles du Mélèze européen (Larix europea L.), ni chez celles de l'épinette blanche (Picea glauca (Moench) Voss). Des fréquences plus hautes, de 25, 50, 100, 250, and 750kHz ont été sans effets sur la germination des graines de toutes les espèces testées lors de cette expérience.
Depuis le début des années 2000, un nombre croissant d'articles scientifiques a porté sur les interactions entre son et les plantes (près de 200 publications en une décennie).
En 2004, en Chine, Yang et Wang publient leurs travaux sur les effets de différentes intensité de sons sur le développement racinaire de plantules d' Actinidia et 4 ans plus tard (En 2008) leurs collègues Li, Wei, Wei, Kun & Tang publient des expériences faites sur l'orchidée (médicinale) Dendrobium candidum Wall. ex Lindl, montrent que la stresser par le son modifie nettement son métabolisme via l'activité d'enzymes-clé (impliquées dans la réponse aux stress) : les taux de malondialdéhyde (MDA), l'activité de la superoxyde dismutase (SOD), de la catalase (CAT), de la peroxydase (POD) et de l'ascorbate peroxydase (APX) ont tous augmenté dans les feuilles, tiges et racines après l'exposition au bruit. Les enzymes antioxydantes sont également plus présentes. Les activités SOD, CAT, POD et APX ont atteint leur pic respectivement aux jours 9, 6, 9 et 12 dans les feuilles, aux jours 9, 6, 12 et 9 dans les tiges et aux jours 12, 6, 9 et 9 dans les racines. Le taux de malondialdehyde (peroxyde lipidique) croît d'abord, puis chute et a augmenté à nouveau à la fin (en restant plus élevé que chez les plantes-témoin) et les auteurs notent que « le taux de MDA est au plus bas presque quand les activités des enzymes antioxydantes sont au plus haut ». Après le stress sonore, plusieurs organes de D. candidum semblent accumuler des dérivés réactifs de l'oxygène qui diminuent ensuite, probablement grâce à l'action des enzymes antioxydantes générées par le stress. Ceci laisse penser que les antioxydants pourraient aider les plantes à survivre dans un stress sonore, et qu'une hausse d'activité de certains enzymes les aiderait à lutter contre l'accumulation d'espèces actives de l'oxygène en limitant des dommages oxydatifs dans les cellules.
En 2011, à l'Université d'Auckland, 3 microbiologistes s'intéressent aux effets du son, non pas sur un organisme multicellulaire, mais sur le métabolisme cellulaire d'un microbe unicellulaire (une levure). Via la métabolomique ils observent que des cellules de levure se développent différemment dans un milieu liquide selon que ce milieu soit exposé ou non à la musique, à de vibrations sonores de haute ou basse fréquence et au silence (échantillon témoin). 
Tous les stimuli sonores testés ont dopé le taux de croissance des cellules de levure (+12% en moyenne), mais en réduisant leur production de biomasse (-14%). Les profils métaboliques intra- et extracellulaires ont changé selon le type de stimulus sonore. Ceci montre que plusieurs voies métaboliques sont affectées, et différemment par différentes fréquences sonores. Les auteurs invitent à l'avenir à mieux interfacer dans la recherche l'acoustique, la biophysique et la biochimie.
Dans les années 2010-2020, en Indonésie plusieurs études portent sur le sujet ; en 2003, des essais de bloom sonique sur le soja n'ont pas d'effet significatif sur la surface foliaire, la taille des stomates ou leur nombre, mais augmentent la biomasse sèche de la plante, et la production de graines. Une étude de (2008) montre des effets sur les plants d'oignons rouges, puis une étude de 2012 montre des effets sur le piment (Capsicum annuum), ici exposé à trois types des musiques (classique, pop et hard rock). Une étude de 2013 teste l'exposition de Crucifères potagère et fourragère (Brassica rapa) à  6000-9600 Hz et voit leur productivité augmenter. Une étude de 2014 a exposé des laitues (Brassica juncea L.) pour étudier les effets du son sur la croissance, mais aussi sur la morphologie de la plante. De même pour le  riz en 2015. 
Toujours en Indonésie, une étude sur les effets du chant d'une cigale Dundubia vaginata (de la famille des Cicadidae) sur le degré d'ouverture des stomate de maïs est publiée par Widiastuti en 2018 ; alors qu'une autre étude porte sur  les effets de la fréquence de crête (3500 hz) du chant de Dundubia manifera sur la productivité du riz (Oryza sativa). Une étude publiée en 2020 a conjointement étudié (à la Faculté d'agriculture, de l'Université de Muhammadiyah Sumatra Utara) les effets du bloom sonique sur le maïs et sur des bactéries (Burkholderia sp.) solubilisant les phosphates (bactéries qui affectent la croissance et la production du maïs, effet agronomiquement positif démontré par sur le nombre de feuilles et le poids d'épi par parcelle). Les plants de maïs exposé à des émissions sonores ont été en moyenne plus grands, dotés d'un nombre de feuilles plus élevé et de feuilles plus grandes, avec un poids de graines par parcelle et un poids moyen pour 100 graines plus élevés, mais l'étude n'a pas trouvé d'interaction entre l'émission de sons et les bactéries dissolvant les phosphates, pour aucun des paramètres mesurés.
Aux États-Unis, l'Acoustical Society of America (ASA) dispose alors d'un comité technique de bioacoustique animale, mais d'aucun équivalent pour les plantes. 

En mai 2018, une réunion exploratoire de l'ASA s'est consacrée à quatre sujets d'acoustique liée aux plantes :
1. les plantes transmettent (mais en les déformant) les sons générés par les insectes ravageurs ou leurs larves. La sismologie des tiges étudie comment les sons et des sons parasites se dispersent dans l'organisme végétal ;
2. certaines plantes ont évolué pour réfléchir, conduire ou améliorer les sons de certains animaux, ce qui ouvre potentiellement de nouveaux champs d'études sur les interactions animal-végétal[26] ;
3. des plantes peuvent générer des sons (par exemple lors de la photosynthèse ou en cas de stress d'évapotranspiration). L'acoustique passive (car non invasive) a donc un intérêt pour évaluer l'état physiologique d'arbres ou de certaines autres plantes ;
4. les plantes perçoivent certains stimuli méncano-acoustiques et y répondent bien qu'on ne leur ait pas identifié de système nerveux.

## Cas particuliers

### Cas des «ondes sonores pollinisantes»
.

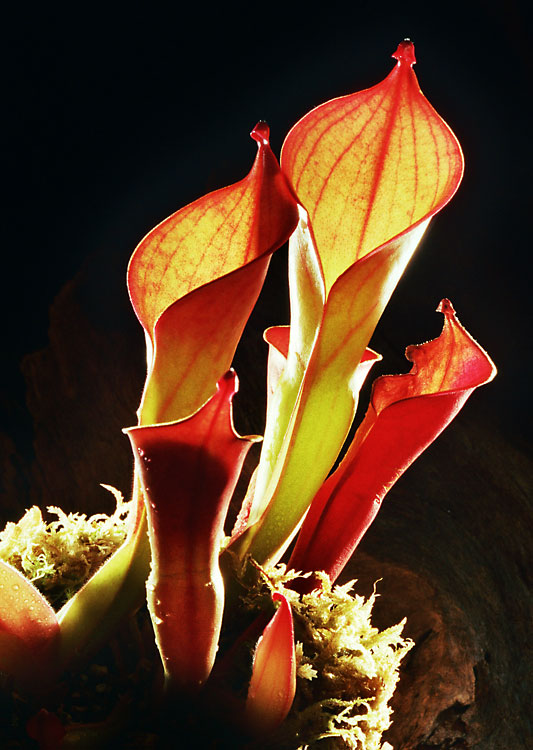
Heliamphora ionasii, plante carnivore dont la fleur libère son pollen uniquement quand elle détecte la fréquence de vibration de ses pollinisateurs

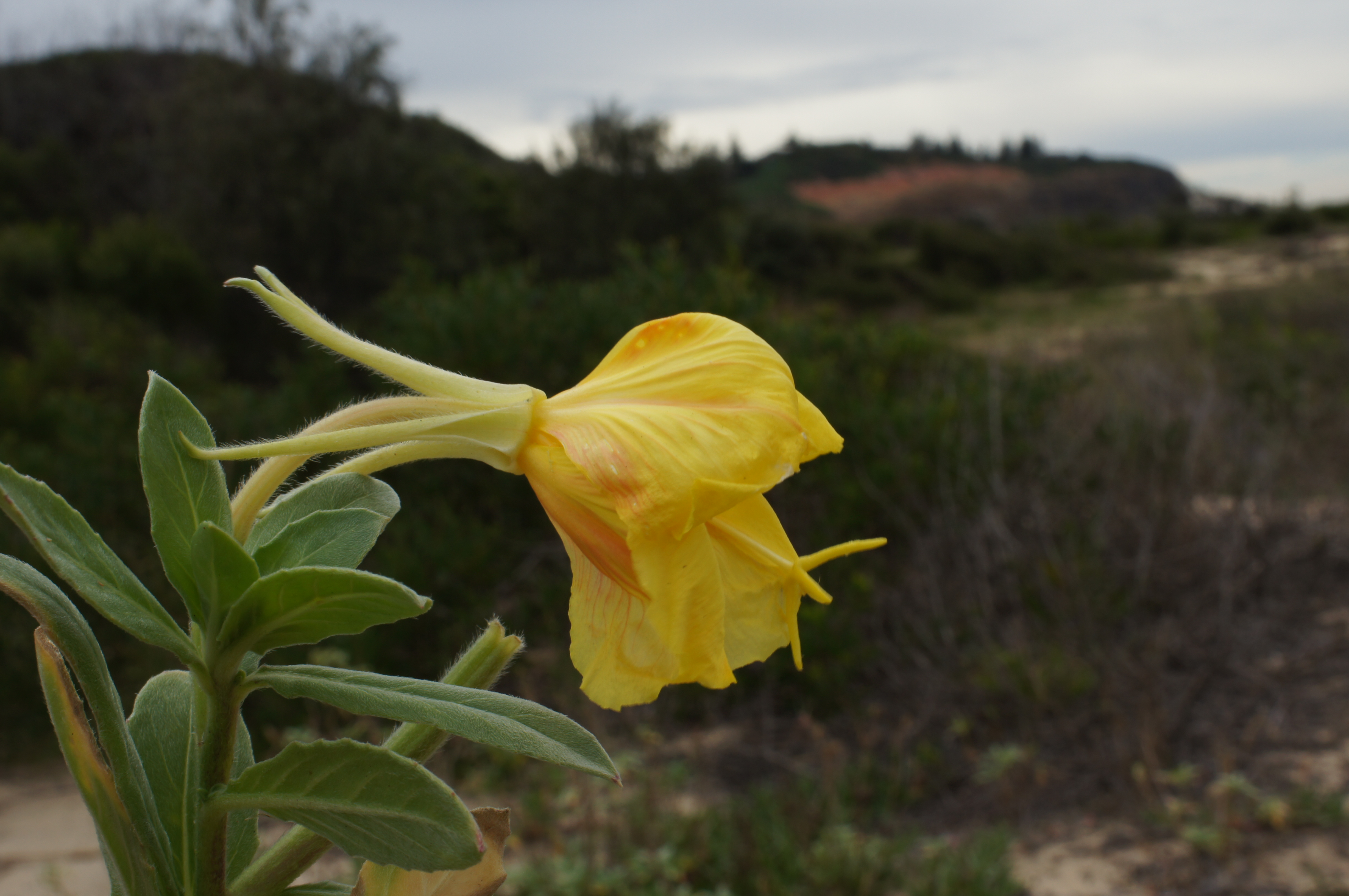
Fleur de l'onagre des sables Oenothera drummondii dont le taux de sucre du nectar augmente (en 3 minutes) quand la fleur détecte une vibration correspondant à celle des ailes de ses pollinisateurs naturels

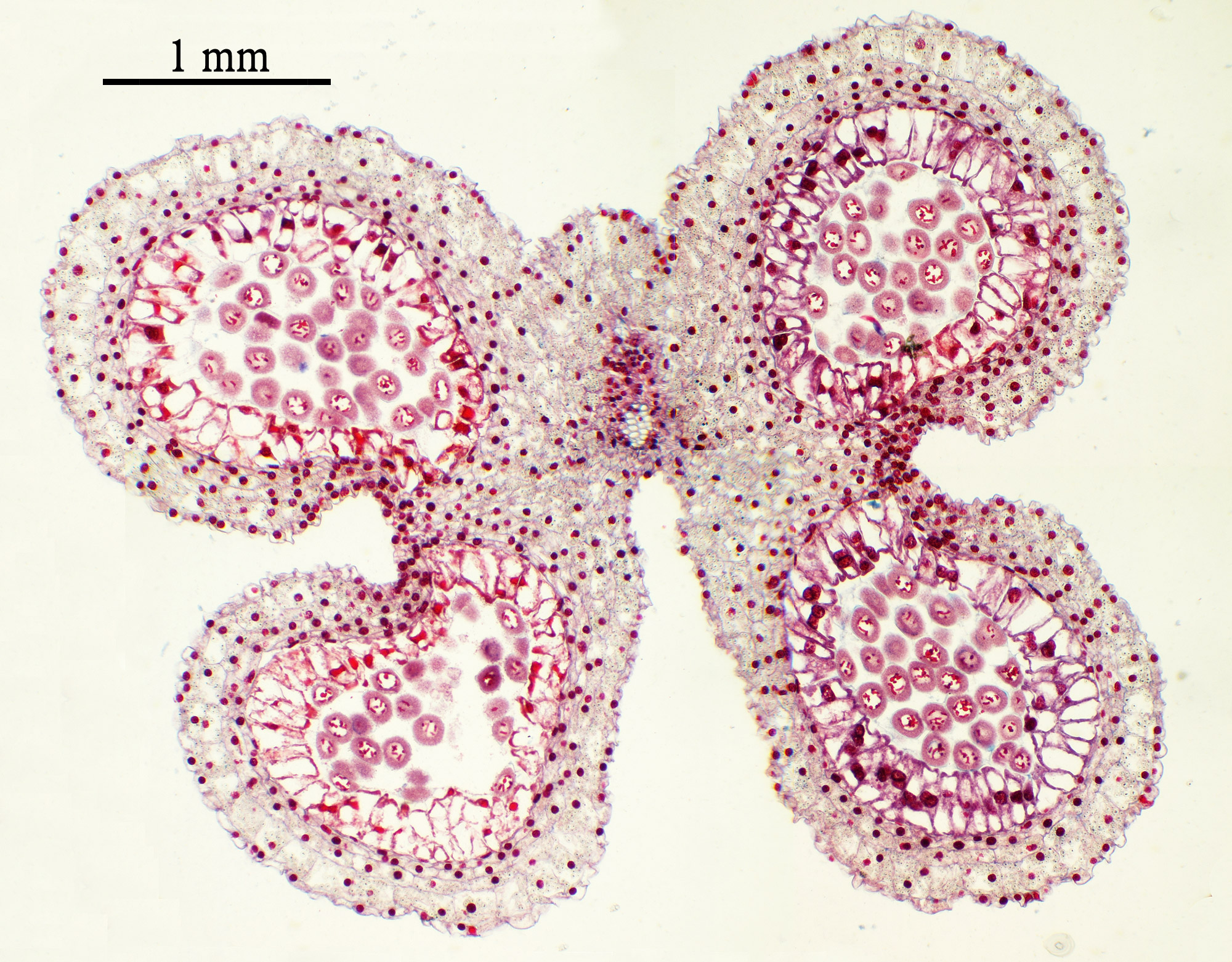
Anthère encore immature de Lys (le pollen ne peut s'échapper des « sacs » où il est stocké)

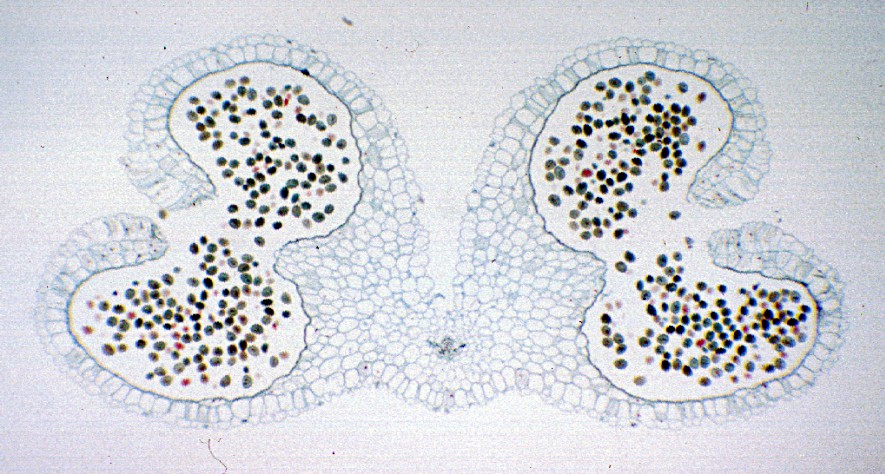
Anthère mature de Lys, vue en coupe, avec le pollen (grains noirs)

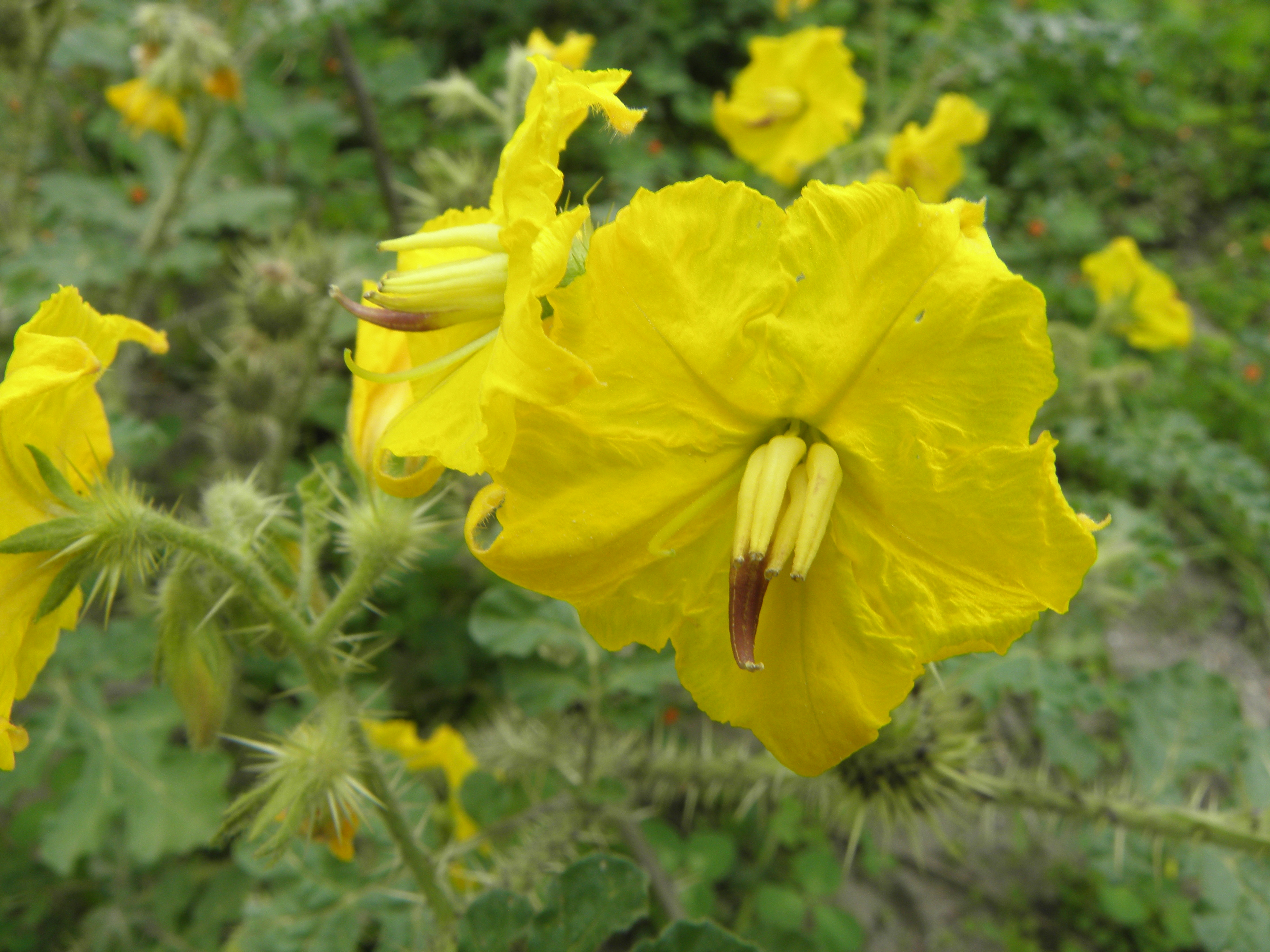
Chez cette plante (Solanum rostratum) une vibration appliquée à la base de la fleur peut être amplifiée (jusqu'à environ +400% au niveau des anthères) après s'être propagée dans la fleur puis les étamines

La sonication ou « pollinisation par le bzz » (Buzz pollination pour les anglophones), est l'un des premiers exemples découverts de réponse comportementale des fleurs de différentes espèces à des fréquences spécifiques de vibrations. Découverte il y a plus d'un siècle, elle a longtemps été sous-estimée en termes de nombre de plantes et de pollinisateurs concernés et en termes d'importance écosystémique.
Ce phénomène est en 2020 connu chez au moins la moitié des apidés, soit plus de 50 genres d'apidés (abeilles, bourdons…) capables de provoquer la libération de pollen par les anthères des fleurs de certaines espèces, en modulant ou utilisant leurs vibrations thoraciques qui ne sont pas les mêmes lors du vol ni lors des « bourdonnements de défense » que lors de la nutrition/pollinisation. 
Et 6% environ des espèces de plantes se reproduisent via des fleurs dont les anthères (situées à l'extrémité de l'étamine) contiennent des sacs internes de pollen, qui ne libèrent ce pollen qu'au travers de petits pores ou de fentes. 
Le déclenchement de l'émission de pollen par vibration peut être artificiellement « mimé » en utilisant le vibreur d'une brosse à dents électrique ou un diapason (mis en vibration) posé près de l'anthère sur la fleur. 
Au cours de l'évolution (ou de la co-évolution plantes-pollinisateurs), environ 2000 espèces de plantes, dont par exemple Dodecatheon et Heliamphora, ont évolué pour libérer du pollen de cette manière (et parfois de manière explosive), uniquement quand leurs anthères vibrent à une certaine fréquence, fréquence qui est selon certaines études exclusivement celle des muscles du vol des apidés pollinisateurs de l'espèce (abeilles, bourdons). Il semble que via un processus biomécanique encore à éclaircir la vibration produite par les battements d'ailes de l'insecte confèrent aux grains de pollen l'énergie cinétique qu'il leur faut pour être expulsés par les pores des anthères,,,  Mais le mécanisme libérant le pollen au moment de la sonication est encore incomplètement compris (il pourrait impliquer la fréquence de la vibration des ailes, son intensité, sa durée, la position ou le déplacement de l'insecte, le fait qu'il touche ou non la fleur, ou la vitesse de battement des ailes). De plus les espèces principalement étudiées sont notamment des bourdons (Bombus) et abeilles charpentières (Xylocopa) connus pour produire un bourdonnement particulièrement intense. Remarque : chez les bourdons « les individus les plus gros produisent des bourdonnements plus courts ». En 2020, cinq biologistes et entomologistes brésiliens ont testé (chez la tomate) l'hypothèse que les anthères libèrent leur pollen en réponse à une fréquence optimale propre à l'espèce ; et ils ont aussi voulu vérifier que les abeilles règlent leurs bourdonnements pour correspondre à ces fréquences « optimales » (en 2014, des auteurs avaient supposé que la vitesse des battements d'ailes était un facteur important pour le déclenchement d'une « vibration optimale » qui libérera plus de pollen, et que les apidés peuvent ajuster la fréquence de leurs battements d'ailes pour atteindre cette valeur optimale propre à l'espèce de plante qu'ils visitent). L'étude brésilienne de 2020 a testé une large gamme de fréquences et d'amplitudes de vibrations artificielles ; elle a aussi enregistré et étudié les bourdonnements d'abeilles (néotropicales) en train de politiser des tomates. Les auteurs ont conclu que la fréquence de bourdonnement affecte effectivement la libération du pollen de tomate, ils n'ont pas observé de « fréquence optimale ». Leurs enregistrements de bourdonnement montrent en outre que leurs fréquences diffèrent selon les genres d'abeilles, sans être corrélées à la taille du corps de l'insecte ; ils en déduisent que « la réponse des plantes à fleurs à la pollinisation par les bourdonnements est probablement le résultat de ses propriétés granulaires de pollen ».
Une étude récente (2020), sur Solanum rostratum (voire image ci-contre), s'est servie de la vibrométrie laser sans contact (dans les 3 axes spatiaux) et a montré que la fréquence dominante est d'environ 300 Hz et qu'elle se transmet dans le tissu floral. Par contre l'amplitude des vibrations au niveau des anthères (et des pétales) est amplifiée (jusqu'à plus de 400% en plus, par rapport à l'amplitude d'entrée appliquée au niveau de la base de la fleur). Et au bout des étamines, les anthères vibrent avec une vitesse d'amplitude plus forte que les pétales. Les vibrations du bourdonnement sont donc réparties et modifiées par les structures florales, sur tous les axes spatiaux. Les auteurs supposent que les pollinisateurs « bourdonnants » pourraient bénéficier de structures des tissus floraux amplifiant biomécaniquement les vibrations.
L'électricité statique pourrait aussi contribuer aux libérations « explosives » de pollen. Une hypothèse est que les vibrations puissent conférer une charge triboélectrique des grains de pollen,.

Une découverte publiée en 2014 par deux chercheurs anglais et chinois est que le comportement de sonication du bourdon asiatique Bombus friseanus s'adapte aux traits des espèces de Pedicularis qu'il visite : en fonction de la taille de leur corps, les ouvrières s'assortissent aux espèces de plantes qu'elles pollinisent. De plus, « les bourdons d'une taille donnée peuvent ajuster leur fréquence de bourdonnement pour atteindre une vitesse de vibration correspondant aux traits floraux de l'espèce de plante » qu'ils visitent. Les auteurs ajoutent que chez d'autres espèces pollinisées par le bourdonnement, les traits floraux sont également et en outre compatibles avec l'hypothèse de la charge triboélectrique des grains de pollen induite par les vibrations. De son côté, la plante ajuste la quantité de pollen libéré à la taille de l'insecte qui est dans ou sur la fleur, en fonction de son type de bourdonnement. 
Une réaction d'un type proche a été mise en évidence chez l'Onagre Oenothera drummondii : sa fleur produit un nectar plus sucré dans les 3 minutes qui suivent l'exposition des anthères à la vibration créée par les battements d'ailes d'abeille (et aux sons de fréquences similaires). 
En 2017, trois chercheurs de l'UCL ont montré chez trois Ericaceae (Erica tetralix, Vaccinium myrtillus, et Vaccinium vitis-idaea, comparées à une autre éricacée non sensible aux vibrations : Calluna vulgaris) que les insectes qui ne recherchent dans la fleur que du nectar jouent aussi un rôle significatif dans la pollinisation, et que les anthères de ces fleurs peuvent aussi libérer leur pollen quand la fleur perçoit le battement d'ailes d'un insecte nectarivore. Ce mécanisme contribue à la « sélection » des pollinisateurs par les éricacées. 
Une hypothèse explicative de ce type de comportement est que si la plante peut « détecter » la proximité d'un pollinisateur proche, il est très probable que d'autres pollinisateurs soient au moins momentanément également proches Interprétation abusive ?. En termes de coût/bénéfice et au regard de la sélection naturelle, produire un nectar plus sucré est alors optimal. Une autre hypothèse, n'excluant pas la précédente, est que la fleur pourrait servir d '«oreille» ou de guide d'ondes amplifiant ou dirigeant cette vibration vers des mécanorécepteurs appropriés, sur les membranes plasmiques de certaines cellules qui détecteraient ainsi les vibrations mécaniques de l'airInterprétation abusive ?. L'activation de ces mécanorécepteurs par des ondes sonores d'une certaine fréquence, provoquerait un flux de Ca2+ dans la cellule végétale, induisant sa dépolarisation, et par suite la libération de phytohormones et l'expression des gènes impliqués dans l'effet en aval. On sait qu'il existe un gène de type calmoduline codant un capteur du taux de Ca2+. Le taux de sucre dans le nectar augmente alors d'environ 20%, ce qui le rend nettement plus sucré que le nectar des fleurs exposées au silence ou à d'autres fréquences. Un LDV (vibromètre laser Doppler) a montré que les fleurs réagissent en réponse à un signal sonore d'abeille mais aussi de papillon de nuit, ainsi qu'à certaines basses fréquences, mais pas aux hautes fréquences. Les taux de sucre du nectar ont été mesurés avant et après que les plantes aient été exposées à des sons artificiels ; il n'augmente significativement que quand il s'agit de basses fréquences (du type de celles de battements d'ailes d'abeille). La fleur est bien l'organe détectant la vibration du pollinisateur, car quand elle est isolée dans un contenant de verre, alors que le reste de la plante était exposé à la vibration, le taux de sucre du nectar n'augmente pas significativement même après une exposition aux basses fréquences efficaces quand la fleur n'est pas phoniquement isolée. 
Si les pétales et/ou les étamines agissent comme antenne réceptrice (oreille) de la plante, il doit y avoir une sélection naturelle sur les paramètres morphologiques et mécaniques de la fleur car la fréquence de résonance dépend de la taille, de la forme et de la densité des tissus Interprétation abusive ?. En comparant les caractéristiques (traits biomécaniques et morphologiques) des plantes en fonction de leurs pollinisateurs, on trouve effectivement un rapport entre les formes des fleurs avec des pollinisateurs « vibrant bruyamment ». Abeilles, bourdons, oiseaux (colibri) et papillons - les fleurs qu'ils pollinisent correspondent toutes à des fleurs en forme de bol ou tubulaires [réf. souhaitée]. L'observation de la couleur et de la forme d'une fleur nouvellement découverte pourrait ainsi donner des informations sur ses pollinisateurs probables.
Les botanistes connaissent plusieurs cas de plantes qui ont au cours de l'évolution été d'abord politisées par des insectes puis par le vent. La sensibilité des étamines aux vibrations d'insectes a pu les préparer à libérer du pollen quand elles vibraient (par résonance) avec le vent. 36 espèces de Thalictrum (à la fois politisées par le vent et des insectes) ont été étudiées (2019) en soufflerie ; et on a mesuré la fréquence naturelle de vibration de leurs étamines. Dans ce genre botanique, 91% des 36 espèces étudiées ont présenté une résonance des étamines induite par le vent, mais aussi un effet de libération de pollen associé à la fréquence naturelle de l'étamine. Plusieurs  trajectoires phénotypiques ont pu permettre de type d'évolution notent les auteurs.

### Cas d'effets de sons et de musiques sur la croissance des plantes
Divers auteurs se sont intéressés à des effets de sons sur la croissance des plantes et sur d'autres traits biologiques. Ces effets sont étudiés de l'échelle de la plante entière aux échelles cellulaires voire du génome.  
Une technique dite « bloom sonique» (ou Sonic bloom) a été mise au point (qui ne se substitue par à une bonne nutrition de la plante). Elle est définie par Suwardi en 2010 comme l'utilisation d'ondes sonores à haute-fréquence, dans l'objectif de stimuler l'ouverture des (stomates) ; il s'agit d'un processus de dopage de la croissance de plantes par certains types de sons ou de musiques, reposant sur le principe que le son transport de l'énergie, et qu'il a la capacité de faire vibrer les particules ou molécules des milieux qu'il traverse, plus ou moins selon le type de son et le type de milieu (solide, liquide, gazeux). À certaines fréquences, l'énergie transportée par l'onde sonore affecterait la plante notamment en stimulant l'ouverture des stomates foliaires. Si la plante ne manque pas d'eau ni de nutriments, son métabolisme est alors stimulé ; la méthode du bloom sonique a fait l'objet de plusieurs études en Indonésie, par exemple par J Prasetyo en 2014 dans une thèse sur l'effet du bloom sonique sur la croissance de laitues.
L'intérêt pour ce sujet semble né dans les années 1970, avec par exemple l'ouvrage The Sound of Music and Plants de D.L Retallack publié en Californie en 1973, intérêt qui s'est poursuivi par exemple concernant l'effet de la musique sur la croissance de végétaux cultivés, avec par exemple A Coghlan en 1994, M.E Collins et J Foreman en 2001 ou Gadani & Mehta en 2002, Mynn et Shiqin en 2006, Singh, Jalan et Chatterjee en 2013.

Certains comme Creath et Schwartz en 2004 se sont plus spécifiquement intéressé aux effets de la musique ou du bruit sur le taux de germination des graines, de riz notamment. 
D'autres se sont penchés sur l'effet de sons (et parfois de musiques) :
- sur la synthèse protéique (par exemple chez le Chrysanthème[56] ;
- sur la croissance cellulaire (par exemple de cellules de carotte soumises à des ultrasons étudiée par Wang Bc et ses collègues (1998)[57] ;
- sur le taux de certaines phytohormones (par exemple étudié par Wang Bc & al. chez le chrysanthème en 2004[58]) ;
- sur le taux de mitoses (étudié par Ekici & al.(2007)[59], la croissance racinaire[59] ;
- sur les rendements de culture ; par exemple des « stimulation sonores » faites toutes les 48 h par ondes sonores de fréquences comprises entre 0,1 et 1kHz et à un niveau de pression acoustique de 70 ±5 dB, durant 3 h, avec un générateur de fréquence acoustique distant de 30 et 60 m ont considérablement augmenté le rendement de plantes aussi variées que le poivron (+ 30,05), le concombre (+ 37,1), la tomate (+13,2%), la laitue (+19,6), les épinards (+22,7), le coton (+ 11,4), le riz (+ 5,7) et le blé (+17,0%)[2] ;
- sur le système immunitaire des plantes, qui semble aussi alors légèrement se renforcer[2] si la plante est attaquée par des parasites ou phytopathogènes ; par exemple après une exposition au traitement sonore ci-dessus, le tétranyque, les pucerons, la moisissure grise, le mildiou et la maladie virale des tomates dans les serres ont diminué respectivement  de 6,0, 8,0, 9,0, 11,0 et 8,0%[2]. L'atteinte de la gaine du riz par la « brûlure de la gaine du riz » a quant à elle diminué de 50 %[2]. 
Le Sonic-bloom améliore très significativement le rendement de l'Amarante rouge (Alternanthera amoena Voss, une plante aussi dite épinard rouge très nutritive et médicinale, très recherchée en Indonésie et dans certains pays en développement, mais naturellement peu productive) ; ici les gammes de fréquences testées étaient de 3000 à 5000Hz, et de 7000 à 9000 Hz, pour des d'exposition de 15, 30, 45, 60 et 75 minutes. Le meilleur rendement a été obtenu pour une exposition de 75 minutes et une fréquence de 3000 à 5000 Hz[60] ;
- sur des plantes cultivées en hydroponie (comme Cai W en 2013)[61] ;
- sur les enzymes protectrices de la plante ; ainsi les enzymes protectrices et les isoenzymes de la peroxydase de plants de chrysanthème exposés une heure par jour à une onde sonore de 100 db et d'une fréquence de 1000 Hz durant respectivement 3, 6, 9, 12 et 15 jours, présentent des activités différentes[62], avec un seuil de durée de traitement au-delà duquel les effets positifs n'augmentent plus (dans ce cas le traitement qui a le mieux dopé la croissance du chrysanthème était celui qui durait 9 jours)[62].

### Cas particulier de la musique
Une étude iranienne de 2013 a exposé des plants d'un cultivar (Kamran) de Niébé à six types de bruits ou musique (Nature, classique, traditionnel, techno, bruit et rien (groupe-témoin), avec quatre réplicats de l'expérience. Les auteurs ont conclu à un impact (positif ou négatif selon les cas) sur tous les traits étudiés (par rapport au traitement non musical du groupe-témoin). La musique classique a eu un effet positif sur le rendement en grain (mesuré sur un seul plant) (33%), la conductance stomatique (21%), la teneur en eau des feuilles (21%), la chlorophylle (47 pour cent), la surface foliaire (mesurée sur un seul plant) (30%), la hauteur de la plante (38%), la sous-branche (52 pour cent), l'hormone gibbérelline (81 pour cent), l'azote (44%) et le calcium (21%) ont augmenté. Mais 3 traits étudiés (taux de 3 hormones) étaient réduits par la musique classique par rapport aux témoins (non exposé à de la musique) : la proline (-13 %), l'acide abscissique (-8 %) et l'auxine (-2 %). Les musiques traditionnelle et techno ont eu un impact négatif sur la croissance du Niébé, et les plants exposés à la musique techno s'éloignaient des sources de bruit et l'angle de leurs feuilles sur le pétiole et la tige principale était plus ouvert, par rapport aux autres traitements. Seule la musique classique semble avoir amélioré le rendement et la croissance du Niébé (via une conductance stomatique, un taux de chlorophylle, une teneur en eau et en hormone gibbérelline améliorés).
Hypothèses explicatives : En 2014, selon Hassanien et ses collègues (agronomes à l'Université de Pékin), une stimulation sonore correspondant à heure d'exposition de plantes à des ondes sonores de fréquence 1 kHz à une intensité 100 dB, à une distance de 20 cm semble favoriser la division cellulaire, et la fluidité de la paroi des « Cals » de culture in vitro, améliorer l'activité d'enzymes protectrices et de phytohormones. L'activité H+-ATPase de la membrane plasmique, le taux de sucre soluble, de protéine soluble et l'activité amylase du cal augmentent aussi. Cette stimulation semble aussi augmenter le taux d'ARN et le niveau de transcription. Les gènes induits par le stress pourraient s'allumer sous stimulation sonore. 

Selon les Coréens Mishra, Ghosh & Bae de l'université coréenne de Yeungnam, il est établi en 2016 que des ondes sonores peuvent modifier dans la cellule la structure secondaire de protéines de la membrane plasmique, provoquer des réarrangements de microfilaments, produire des flux de Ca2+, doper la production de protéines kinases, d'enzymes protectrices, de peroxydases, d'enzymes antioxydantes, de l'amylase, de l'activité des canaux H+-ATPase/K+ et augmenter les taux de polyamines, de sucres solubles et d'auxine.

## Longueurs d'onde

### Longueurs d'onde émises par les insectes ou larves colonisant le bois
Divers insectes adultes (phytophages notamment, comme les cigales) génèrent des signaux tonaux avec en général des harmoniques. 
Les larves (de coléoptères xylophages ou plus souvent saproxylophages ou consommatrices de graines) présentes dans le bois, le bois mort ou les graines émettent des impulsions à large bande, voire ultrasoniques, courtes (1 à 10 ms), généralement produites en courtes rafales, avec des intervalles d'interpulsion de 200 ms ou moins. 

Des oiseaux comme les pics ou des insectes prédateurs comme les Ichneumons semblent capables de les détecter au travers du bois.
Certains sons émis par les insectes sont peu atténués par le bois, notamment quand ils sont émis dans les basses fréquences ; Scheffrahn et al. en 1993 ont pu détecter des sons de termites à haute fréquence jusqu'à 2,2 m du le bois, et Mankin et al. en 2011 détectaient des bruits de Charançon rouge des palmiers (basse fréquence) à plus de 4 m sous les insectes. Le son n'est généralement détectable qu'à quelques centimètres de distance quand il se diffuse dans l'air, mais une fois que les vibrations d'un seul animal traversent le substrat végétal (bois, graine, fruit) il peut être détecté (par des accéléromètres) jusqu'à 4 mètres de distance. Au-delà il disparait dans le bruit de fond. À condition de disposer d'un détecteur approprié les ultrasons de plus de 20 kHz restent bien détectés à distance car les niveaux de bruit de fond sont généralement faibles dans ces fréquences. De manière générale, la distance de détection est plus grande pour les sons basse fréquence que pour les ultrasons (> 20 KHz).
Dans les années 2000-2020, des entomologistes ont mis au point avec des informaticiens plusieurs logiciels fonctionnant selon le principe de la reconnaissance vocale pour détecter et identifier les sons émis par des insectes déprédateurs du bois,,, y compris dans les stocks de bois mort ou de billes de bois ou encore dans des herbacées à parois dures comme le bambou.

### Longueurs d'onde émises par les végétaux eux-mêmes
Les plantes émettent des sons de fréquences comprises entre 10 et 240 Hz, et des ultrasons de 20 à 300 kHz. 
La détection vibratoire par électrographe, a mis en évidence des émissions d'ondes sonores structurées le long de la zone d'élongation des extrémités des racines, par exemple de plants de maïs. Ces sons se présentent comme des successions de crépitements forts et fréquents. 
En outre, des émissions ultrasoniques sont maintenant connues chez une gamme de plantes différentes. Elles résultent de l'effondrement de colonnes d'eau/sève (bulles de cavitation) sous haute tension dans le tronc de l'arbre. Les études de ces ultrasons montrent des fréquences d'émissions sonores qui diffèrent selon les conditions d'humidité/sécheresse. On ignore si, et si oui comment, ces ultrasons sont ou non utilisés par les plantes comme mécanisme de communication entre différentes parties de la plante, avec d'autres plantes de la même espèces, ou avec d'autres espèces de plantes, ou avec d'autres organismes vivants

## Mécanismes d'émissions sonores par les plantes
Ils semblent multiples et sont encore mal cernés (ils n'ont pas encore été explorés chez la plupart des espèces de végétaux). 
Au début des années 2010, plusieurs théories peuvent les éclairer ; des vibrations mécaniques causées par des membranes et des parois cellulaires chargées sont une hypothèse de premier plan pour expliquer la génération d'émissions acoustiques par les racines. 
Les myosines et d'autres enzymes mécanochimiques utilisant l'énergie chimique (sous forme d'ATP) pour produire des vibrations mécaniques dans les cellules pourraient également contribuer à la génération d'ondes sonores dans les cellules végétales. 

Ces mécanismes peuvent conduire à des oscillations nanomécaniques globales des composants du cytosquelette, qui peuvent générer des vibrations à basse et haute fréquence.

## Circulation des ondes sonores dans le végétal
La physiologie végétale est telle que la plante peut non seulement produire et recevoir, mais aussi transmettre et modifier des sons, en raison de la nature anisotrope et hétérogène des tissus végétaux d'une part, et en raison de la forme de certains organes d'autre part. 
Des mécanismes physiques et thermodynamiques de filtrage, de dispersion existent, dont via des  guides d'ondes. Certains dispositifs semblent aussi pouvoir, chez le végétal, améliorer la résonance des signaux (émis par des insectes pollinisateurs par exemple). Ces dispositifs commencent à être explorés et parfois compris.
Hormis dans le bois lignifié (qui peut alors jouer un rôle de guide d'ondes), la plupart des membranes biologiques sont de nature lipidiques et présentent une certaine élasticité. Elles peuvent donc - a priori -  propager des perturbations localisées de type « ondes sonores » (un peu à la manière d'un typan), éventuellement (hypothèse restée longtemps inexplorée). 
Shrivastava et Schneider ont en 2014 présenté le comportement d'impulsions élastiques bidimensionnelles (ondes induite mécaniquement et détectées par FRET dans des interfaces lipidiques). Au-delà d'un « seuil d'excitation » l'état de l'interface régule effectivement la propagation des impulsions (quantitativement et qualitativement), d'une manière qui selon les auteurs peut « rappeler de manière frappante la propagation des impulsions nerveuses ». Le bruit ambiant ou émis par la plante elle-même pourrait donc être perçu, voire utilisé dans la signalisation cellulaire. En 2018, avec d'autres chercheurs, ils ont montré que des phénomènes ondulatoires complexes et non-linéaires peuvent se produire sur cette interface élastique, et qu'ils peuvent être rendus visibles par une sonde de fluorescence. Leurs expériences montrent des fluctuations de la couche de solvatation liés aux changements de l'état thermodynamique de la membrane, corrélés à la compression/disparition de l'onde sonore incidente. Les auteurs en déduisent que les champs acoustiques affectent bien l'état d'une membrane lipidique, et qu'ils peuvent donc potentiellement et au moins temporairement moduler la cinétique des canaux traversant la membrane. Pour la même raison, l'onde sonore pourrait aussi affecter l'activité des enzymes intégrés dans cette même membrane).

## Capacité des plantes à détecter un son et sa directionnalité
En 1997 Purwadaria notait que les sons de très haute fréquence (ex : sonar) stimulent les stomates qui restent alors plus ouverts plus longtemps, ce qui aurait un effet fertilisant sur la plante, dont l'évapotranspiration accrue se traduit aussi par une augmententation de la vitesse et l'efficacité d'absorption des nutriments (engrais le cas échéant). 
En 1973 selon Retallack certaines fréquences d'ondes sonores peuvent stimuler l'ouverture de  stomates, passivement, rien qu'en les faisant vibrer, sans que la plante ait besoin d'un réel système biologique de détection des sons. Il est clair qu'au moins certaines plantes peuvent réagir à certaines vibrations. Les ondes sonores en faisant vibrer l'air autour de la plante, même faiblement pourrait affecter le mouvement du dioxyde de carbone autour de la plante et peut-être faciliter son absorption par les feuilles, ou aider la plante à évacuer son oxygène (qui est un déchet métabolique de la photosynthèse).
Les ondes sonores pourraient aussi être des stimuli souterrain : comme le montrent des preuves de capacités mécanosensorielles rapportées en 2012 chez les racines soumises à un son unidirectionnel de 220 Hz ; ces racines se développent ensuite, curieusement, dans la direction de la source de vibration.

## Utilité pour la plante
La plante étant presque toujours un organisme fixé (sauf à l'état de graine libre), elle ne peut pas fuir un danger. Elle doit continuellement s'adapter à un environnement changeant et complexe, identifier des signaux importants et y réagir par des réponses appropriées, généralement via son réseau hormonal (lequel permet aussi une communication aérienne avec des plantes voisines). Il est démontré qu'une plante réagit à la lumière, la température, l'humidité, à certaines perturbations mécaniques (vent, pluie, toucher, blessure, etc.),, certains champs électriques et/ou électromagnétiques. 

Aucune niche écologique occupée par les plantes (même sous l'eau) n'est silencieuse. Outre le bruit des éléments (vent, tonnerre, gouttes de pluie, ruissellement ou clapote de l'eau), presque tous les animaux sont sources de sons variés. Il semblait évident que percevoir certains sons pouvait être utile pour la plante, mais cette hypothèse n'a pu être vérifiée que bien plus récemment. 
On sait maintenant par exemple qu'une plante isolée de tout contact physique, chimique et lumineux avec les plantes voisines, reste capable de les détecter grâce à un ou plusieurs mécanismes alternatifs. Les vibrations sonores semblent être l'un de ces mécanismes. Un nombre croissant d'études a récemment montré que les ondes sonores augmentent les rendements de plusieurs cultures, renforcent l'immunité des plantes contre des agents pathogènes ou phytophages (des bruits de mastication par des larves d'insectes sont reconnus), de même que le bourdonnement d'un pollinisateur, et la plante réagit en conséquence. Certains sons la préparer à mieux résister à une sécheresse imminente (un sol argileux se fend et craque en se déshydratant).  Certaines ondes sonores augmentent la transcription de certains gènes, le taux de protéines solubles et dopent le rendement végétal.

## « Détournement » par certains insectes

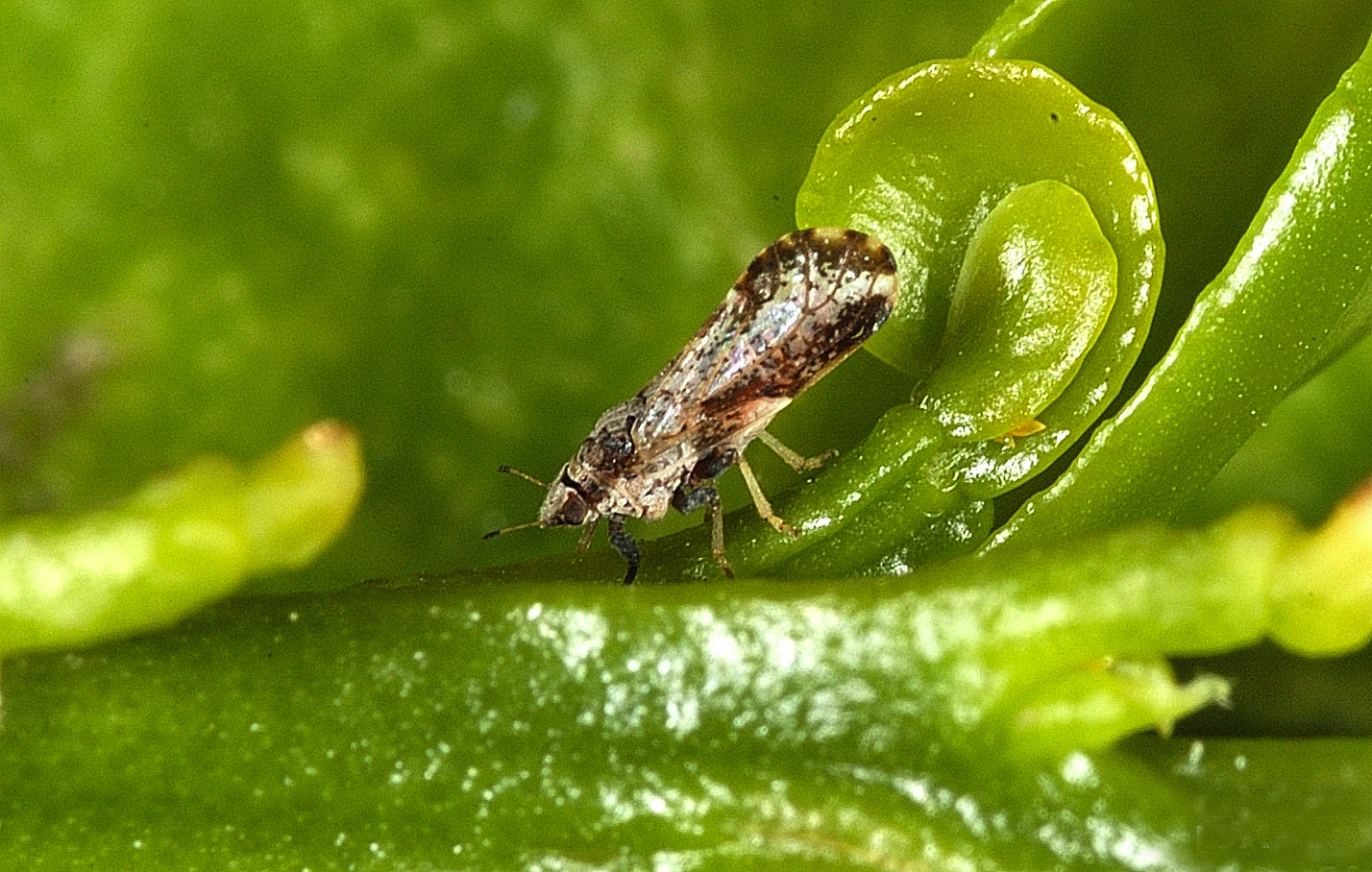
Bien que minuscule, ce Psylle des agrumes adulte émet des vibrations tonales de 0,2 kHz (avec des harmoniques jusqu'à 3 kHz) propagées par les guides d'ondes de la plante, permettant aux individus de communiquer entre eux (Un buzzer émettant à la même fréquence peut détourner les mâles des femelles)

La communication par les vibrations est très commune chez les insectes dont certains ont au cours de l'évolution appris à utiliser les guides d'ondes du bois, de tige ou de nervures pour améliorer leur communication interindividuelle. La communication vibrationnelle chez les insectes utilise souvent les basses fréquences, des tons purs et des combinaisons d'éléments acoustiques contrastés, et le substrat végétal est celui qui est le plus souvent utilisés pour ce type d'interactions sociales et écologiques. Certains de leurs prédateurs et parasitoïdes ayant co-évolué avec leurs proies sont sensibles à ces vibrations et savent aussi les utiliser à leur avantage. 
Une étude (2016) a ainsi montré que sur un citronnier, les mâles de Diaphorina citri (vecteur de maladie du citronnier) font vibrer leurs ailes en générant des signaux tonaux de 0,2 kHz avec des harmoniques jusqu'à 3 kHz. Ces sons sont transmis (via leurs pattes) dans le bois des branches des arbres ou les tiges de la plante. La force relative des harmoniques de ce son change avec la distance parcourue le long de la tige, mais les femelles y répondront souvent tant que quelques harmoniques leur sont encore perceptibles. La dispersion du son dans les guides d'ondes formés par les canaux de sève) modifie le son, qui selon sa fréquence se déplace à une vitesse différente le long de la branche. On suppose que les insectes pourraient ainsi exploiter ces effets (absorption/dispersion dépendant de la fréquence) pour évaluer la provenance du son et la distance de leur émetteur, ce qui faciliterait leur reproduction. Ce faisant ils informent peut-être aussi la plante de leur présence, ce qui lui permettrait alors de mettre en place des mécanismes de défense. Il semble donc possible d'utiliser cette propriété de conduction du son pour interférer avec la reproduction de certaines espèces indésirables.
À la fin des années 2010, des preuves limitées, mais intrigantes laissent penser que de faibles sons émis par des insectes peuvent être transmis entre des plantes proches bien que n'ayant aucun contact physique entre elles. 
Des chercheurs de l'USDA ont en 2019 montré que des appels sonores à accouplement de la cicadelle pisseuse (Homalodisca vitripennis) sont transmis à travers les vignes. Ces chercheurs ont fait mécaniquement vibrer une tige unique d'un pied de vigne au moyen d'un transducteur puis ils ont utilisé un Vibromètre laser Doppler (CLD) pour caractériser la transmission résultante de la vibration le long de la plante. Ils ont confirmé que la dispersion du son par la plante dépend de sa fréquence, en ce que les harmoniques supérieures de l'appel avaient des vitesses sonores de groupe plus élevées que les harmoniques inférieures, ce qui est conforme aux observations précédentes d'autres chercheurs, et à la théorie de l'exure du faisceau de Bernoulli-Euler. En utilisant des appels sonores artificiels (de 100 Hz), ils ont observé que ces sons pouvaient être conduits aux feuilles par les tiges, puis transférés à un plant de vigne voisin, non physiquement connectées. Ce transfert se ferait via le rayonnement sonore émis par les larges feuilles de vigne qui agirait ici comme le diaphragme d'un haut-parleur. Le LDV pouvait détecter cette transmission des vibrations entre des plantes séparées jusqu'à 10 cm de leur voisine. Le son était cependant atténué (de 60 dB), avec des composantes de fréquence plus élevée détectables à des distances plus courtes.

## Biais ou limitation de certaines études
Quand le haut parleur est proche de la plante, le champ électromagnétique ou le champ magnétique de l'aimant du haut parleur de l'appareil pourrait aussi être en cause. 